# Église Saint-Martin de Bizeneuille
L'église Saint-Martin est une église située à Bizeneuille, en France.

## Localisation
L'église est située sur la commune de Bizeneuille, dans le département français de l'Allier.

## Historique
L'église est un édifice roman de la fin du XIIe siècle, profondément remanié dans les années 1890-1899 par l’architecte L. Tourteau ; la restauration assez lourde du portail lui a fait perdre de son authenticité.
L'édifice est inscrit au titre des monuments historiques en 1978.

## Description
L’édifice se compose d’un vaisseau de quatre travées flanqué de bas-côtés et terminé par une abside en hémicycle. Voûtée en cul-de-four, l’abside est la seule partie à avoir conservé son état primitif. Elle est ornée, sur son pourtour, d’une arcature composée de trois arcs en plein cintre encadrant les fenêtres, et séparés par des arcs en mitre aveugle, dispositif commun à plusieurs églises de la région.
Les colonnes montées sur mur-bahut qui portent cette arcature sont couronnées de chapiteaux à feuilles plates, entrelacs, palmettes et crosses. Le clocher carré du XIIe siècle repose sur la troisième travée du collatéral nord, dont il est isolé par une voûte sur croisée d’ogives reposant sur des culots.
Le clocher est surmonté depuis 2012 d'un nouveau coq fabriqué en cuivre par l'entreprise Chomel, de Chemilly.